# RIM-24 Tartar
RIM-24 Tartar – amerykański kierowany pocisk rakietowy klasy woda-powietrze średniego zasięgu, opracowany pod koniec lat 50. 

## Historia
Pocisk Tartar został opracowany w latach 50. w odpowiedzi na potrzebę lżejszego systemu przeciwlotniczego, niż opracowane wcześniej RIM-2 Terrier i RIM-8 Talos, który zmieściłby się na okrętach wielkości niszczycieli, a ponadto mógłby niszczyć cele na bliższych dystansach. Nowy pocisk został opracowany przez firmę General Dynamics; powstał w uproszczeniu przez pozbawienie pocisku RIM-2C Terrier pierwszego stopnia. W odróżnieniu od Terriera, był samonaprowadzany za pomocą półaktywnej głowicy radiolokacyjnej. Pocisk był jednostopniowy, miał silnik rakietowy na paliwo stałe. Miał zasięg od 1,85 do 13,7 km (1 – 7,5 Mm) i pułap od 15 do 16 765 m (50 – 55 000 stóp). Pociski Tartar miały także możliwość zastosowania do zwalczania celów morskich, z zasięgiem ok. 18 km. 
Pocisk nie otrzymał oznaczenia we wczesnym systemie SAM-N-x, lecz oznaczany był początkowo jedynie Missile Mk 15 (pocisk model 15), aż do wprowadzenia systemu oznaczeń RIM w 1963, kiedy został oznaczony RIM-24A. 
Ulepszona wersja RIM-24B (Improved Tartar) miała skuteczniejszą głowicę poszukiwawczą i bojową oraz nowy silnik rakietowy, pozwalający na zwiększenie zasięgu do 32,5 km i pułapu do 21 335 m (70 000 stóp). Weszła do służby w 1963 roku. 
Część wyprodukowanych pocisków została zmodyfikowana w ramach programu TRIP (Tartar Reliability Improvement Program), otrzymując oznaczenie RIM-24C, znanych także jako ITR (Improved Tartar Retrofit). Ulepszono w nich elektronikę, w tym zwiększono odporność głowicy na zakłócenia. Ich zasięg wzrósł do ok. 46,3 km (25 Mm).
Wyprodukowano ok. 6500 pocisków RIM-24 wszystkich wersji. Pocisków Tartar używano na szeregu typów okrętów, głównie amerykańskich (zarówno marynarki USA, jak i sprzedawanych do krajów sojuszniczych, jak RFN i Australia), a także sam system był przedmiotem eksportu, instalowany na okrętach francuskich, włoskich, japońskich i holenderskich. Jednymi z pierwszych okrętów wyposażonymi weń były niszczyciele rakietowe typu Charles F. Adams. 

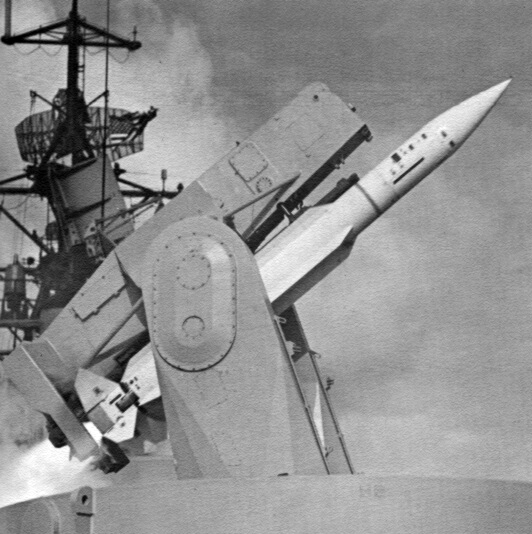
Pocisk Tartar na wyrzutni pojedynczej

Początkowo używano podwójnych wyrzutni Mk 11, późniejsze okręty używały wyrzutni pojedynczych Mk 13 i Mk 22, z pionowymi magazynami bębnowymi pocisków pod wyrzutnią. Przeładowanie z bębna następowało automatycznie, po uniesieniu ramienia wyrzutni do pozycji pionowej. Wyrzutnie pocisków Tartar współpracowały z parą stacji radiolokacyjnych naprowadzania pocisków AN/SPG-51. System kierowania ogniem Mk 74 Guided Missile Fire Control System określany był również jako Tartar Fire Control System, nawet na późniejszych okrętach wyposażonych w pociski rodziny Standard.
Następcą pocisku Tartar jest szeroko rozpowszechniona rodzina pocisków RIM-66 Standard MR, opracowana na bazie kadłuba pocisku Tartar w celu umożliwienia modernizacji okrętów do wystrzeliwania nowszych pocisków (wizualnie od pocisków Standard MR, Tartar odróżnia się prostymi brzechwami stabilizującymi na całej długości, bez wcięcia).

## Dane taktyczno-techniczne
- Zasięg: od 1,85 do 13,7 km (RIM-24A) lub do 32,375 km (RIM-24B)[1]
- Pułap: od 15 do 16 765 (RIM-24A), od 15 do 21 335 m (RIM-24B)[1]
- Prędkość: 1,8 Ma[1]
- Długość: 457 cm (RIM-24A), 472 cm (RIM-24B)
- Rozpiętość: 610 cm[1]
- Średnica kadłuba: 34,30 cm
- Masa: 580 kg (RIM-24A), 594,2 kg (RIM-24B)
- Masa głowicy bojowej: 60 kg
- Naprowadzanie: półaktywne[1]

## Zastosowanie
- krążowniki typu Albany (USA)
- niszczyciele typu Mitscher zmodyfikowane (USA)
- niszczyciele typu Forrest Sherman zmodyfikowane (USA)
- niszczyciele rakietowe typu Charles F. Adams (USA i inne)
- niszczyciele rakietowe typu Perth (Australia)
- niszczyciele rakietowe typu Lütjens (Niemcy)
- niszczyciele rakietowe typu Impavido (Włochy)
- niszczyciele rakietowe typu Audace (Włochy) (według niektórych źródeł pociski SM-1MR)
- niszczyciele typu T47 zmodyfikowane (Francja)
- niszczyciel „Amatsukaze” (Japonia)
- fregaty rakietowe typu Brooke (USA)
- fregaty rakietowe typu Tromp (Holandia) (według niektórych źródeł pociski SM-1MR)